# Дроздецкий, Егор Иванович
Егор Иванович Дроздецкий (9 октября 1930 — 17 мая 2021) — советский шахтёр, бригадир механизированной бригады. Дважды Герой Социалистического Труда (1966, 1983).

## Биография
Родился 9 октября 1930 года в деревне Воскресенке Кыштовского района Западно-Сибирского края (ныне — Новосибирской области). Во время войны работал в колхозе, за что в 1945 году получил свою первую награду — медаль «За доблестный труд в годы Великой Отечественной войны».
С 1948 по 1949 год учился в школе фабрично-заводского обучения г. Новосибирска.
С 1949 года — каменщик строительного управления, затем учащийся школы мастеров производственного обучения. С 1951 по 1952 год — мастер, старший мастер производственного обучения горнопромышленной школы № 58 г. Новосибирска.
С 1952 по 1956 год находился на военной службе в ВМФ СССР.
С 1956 по 1957 год — забойщик, машинист шахты «Абашевская 3-4» (переименованной впоследствии в «Нагорную») в г. Новокузнецке. С 1957 по 1986 год — машинист комбайна, бригадир очистной механизированной бригады шахты «Полосухинская». С 1986 — на пенсии.
Скончался 17 мая 2021 года в Новокузнецке.
Был членом КПСС. Избирался делегатом XXIV, XXV и XXVII съездов КПСС. Долгое время был депутатом Кемеровского областного совета народных депутатов. Сторонник Российской партии пенсионеров и партии Справедливая Россия.

## Награды
- Е. И. Дроздецкий — кавалер трёх степеней знака «Шахтёрская слава», награждён орденом Трудового Красного Знамени, орденом Октябрьской Революции, медалью «За особый вклад в развитие Кузбасса» I степени[5].
- Решением исполкома Новокузнецкого городского Совета народных депутатов от 18.06.1986 г. № 172 ему присвоено звание «Почётный гражданин города Новокузнецка»[6].
- Губернатор Кемеровской области Аман Тулеев подарил Дроздецкому Е. И. автомобиль[7].

## Память
В 1986 году в Новокузнецке в сквере на пересечении улицы Кирова и проспекта Бардина первому и единственному в Кузбассе дважды Герою Социалистического Труда — шахтёру Е. И. Дроздецкому — установлен бронзовый бюст работы скульптора В. А. Аксенова и архитектора В. М. Мальцева.
В 2023 пройдет кубок Егора Дроздецкого по футболу.

## Сочинения
- Дроздецкий Е. И. Землю держим на руках, Новокузнецк, 2015.